# لیدز (یوتا)
لیدز (به انگلیسی: Leeds) شهری در ایالت یوتا کشور ایالات متحده آمریکا است که جمعیت آن در سرشماری سال ۲۰۱۰ میلادی، ۸۲۰ نفر بوده‌است.